# 弥河
弥河古称巨洋水，是位于中国山东半岛的一条河流。

## 概况
发源于临朐沂山西麓天齐湾，顺坡蜿蜒西流，至临朐九山附近折向东北流，经过冶源水库，又经益都，于寿光上口镇南半截河村，分为3股入渤海。其中东北流的一股，河槽较为宽广，为弥河主河道，在寿光北宋岭东，纳丹河，至潍坊市滨海经济技术开发区央子港入海。其余两股为弥河入海岔流，均由南半截河村北流入海。河长206公里，流域面积3847.5平方公里。河道平均比降3.2/1000，流域河网密度0.3公里/平方公里。弥河由河源至冶源为上游，河长56公里，河流经行于山丘区，河道平均比降为10.4/1000。冶源至寿光岳寺高为中游，河长54公里，河流经行临朐盆地和山前平原区，河道平均比降1.5/1000。岳寺高以下为下游，河长96公里，河道平均比降为0.4/1000。
弥河主要支流有五井石河、石河、南阳河、丹河等。五井石河发源于沂源县土门镇车厂，东北流，于水沟村北流入临朐县境，经嵩山水库，又东北流，在临朐北店东，由左岸注入弥河。河长35.5公里，流域面积264.2平方公里，河道平均比降13.6/1000。石河发源于益都孙旺乡胡林谷，北流至孔旺村折而东流，经黑虎山水库，又东流于临朐东亭子东北由左岸入弥河。河长34公里，流域面积319.8平方公里，河道平均比降12.3/1000。南阳河发源于益都西南部马鞍山，东北流，在益都城东北折向东南流，于阳河庄东由左岸注入弥河。河长36公里，流域面积159.8平方公里，河道平均比降8/1000。丹河发源于临朐悖林乡纪山沟，北流经益都、昌乐，于寿光北宋岭东由右岸注入弥河。河长100公里，流域面积698.5平方公里，河道平均比降4.7/1000。

## 水文
据1956～1979年同步观测系列统计，弥河流域多年平均年降水量为706毫米，多年平均年径流深为156.5毫米，折合年径流量6.02亿立方米。根据寿光寒桥水文站(控制流域面积2263平方公里)实测资料，最大年径流量发生在1964年，为17.70亿立方米，最小在1959年，为1.18亿立方米，最大值为最小值的15倍。弥河洪水多产生在流域中上游地区，建国以来，1964年洪水为最大，此次洪水虽经上游水库拦蓄，在寒桥站洪峰流量仍有3580立方米/秒，若无水库拦蓄，估计可达5070立方米/秒。弥河含沙量上游较大，据临朐瑞庄水文站实测资料，多年平均悬移质含沙量为3.38公斤/立方米。据寒桥站1953～1965年观测资料，多年平均悬移质年输沙量为108万吨。

## 延伸阅读
[在维基数据编辑]
 《欽定古今圖書集成·方輿彙編·山川典·巨洋水部》，出自陈梦雷《古今圖書集成》